# الحصان الوحشي
الحصان الوحشي هو حصان يتجول بحرية ترجع أصوله إلى الماشية المستأنسة، على هذا النحو فإن الحصان الوحشي ليس حيوانًا بريًا بمعنى حيوان بدون أسلاف مستأنسة، ومع ذلك فإن بعض مجموعات الخيول الوحشية تتصرف كحيوانات برية، وغالبًا ما يطلق على هذه الخيول اسم الخيول البرية تنحدر الخيول الوحشية من الخيول المستأنسة التي ضلت أو هربت أو تم إطلاقها عمدًا في البرية وبقيت على قيد الحياة وتكاثرت هناك بعيدًا عن البشر، بمرور الوقت، تكون أنماط سلوك هذه الحيوانات أقرب إلى سلوك الخيول البرية، يشار إلى بعض الخيول التي تعيش في حالة وحشية ولكن قد يتم التعامل معها أو إدارتها من حين لآخر من قبل البشر، خاصة إذا كانت مملوكة ملكية خاصة، يشار إليها باسم "شبه وحشي"

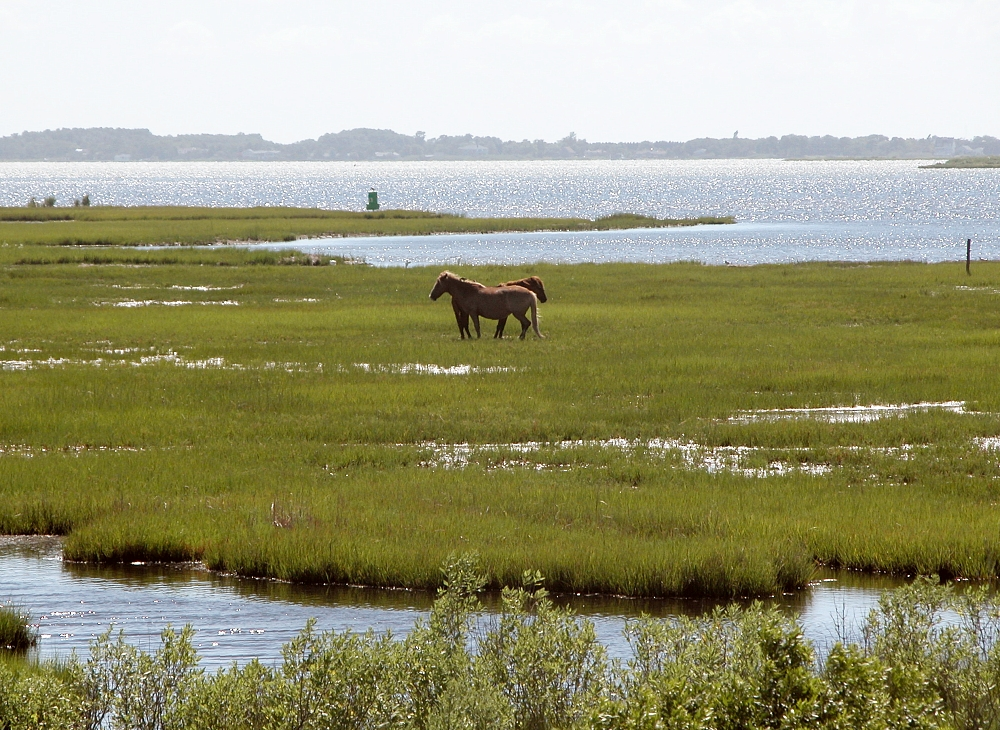
مهور تشينكوتيج الوحشية في جزيرة أساتيغ فيرجينيا

## أعداد الخيول الوحشية
لا يوجد تقدير محدد ودقيق لعدد الخيول الوحشية حول العالم .. لكن بعض الإحصائيات تقدر عددها بعشرات الآلاف